# Zelotomys woosnami
Zelotomys woosnami — вид гризунів родини мишевих (Muridae). Країни проживання: Ангола, Ботсвана, Намібія та ПАР. Його природне місце існування — суха савана.